# 大韓医師協会

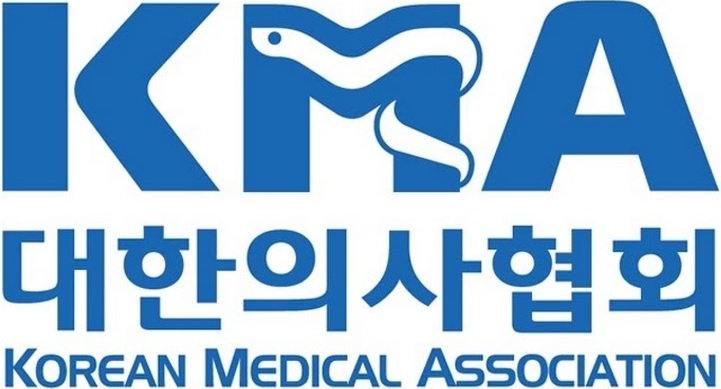
ロゴ

大韓医師協会（大韓醫師協會、だいかんいしきょうかい、朝: 대한의사협회、英: Korean Medical Association）は、韓国最大の医師会。本部はソウル特別市龍山区。世界医師会会員。日本では韓国医師会（かんこくいしかい）とも表記される。